# BoardGameGeek
BoardGameGeek ist eine englischsprachige Website zum Thema Brett- und Kartenspiele. Sie umfasst unter anderem eine Online-Datenbank, die Gesellschaftsspiele, Spieleautoren, Spiele-Illustratoren und Spieleverlage katalogisiert, und Foren sowie weitere Beteiligungsmöglichkeiten für eine Online-Community.

## Geschichte
Die Website wurde im Januar 2000 von Scott Alden und Derk Solko gegründet. Seitdem hat sie sich zu der Website entwickelt, die von Hobby-Spielern am meisten genutzt wird. Sie beschreibt mehr als 100.000 Spiele und wird von Millionen Spielern genutzt. Zudem hat sie sich auch als Referenz für die wissenschaftliche Betrachtung von analogen Spielen etabliert.

## Angebot
Als registrierter Benutzer kann man seine eigene Spielesammlung verwalten, eigene Partien statistisch erfassen und Spiele klassifizieren, bewerten und kommentieren. Aus den Einzelbewertungen von 1 bis 10 wird eine Rangliste zur Beliebtheit der Spiele abgeleitet, die täglich neu berechnet wird. Obwohl das Bewertungssystem durch die Präferenzen von Vielspielern, die komplexere Spiele bevorzugen, verzerrt wird, lässt es Rückschlüsse auf die Entwicklung und Tendenz der Vorlieben von Hobbyspielern zu und kann helfen, Spielemerkmale der erfolgreichsten Spiele zu identifizieren.
Registrierte Nutzer können durch Funktionen ähnlich einem Wiki an der Erweiterung der Spieledatenbank mitarbeiten, indem sie zum Beispiel neue Spiele vorschlagen, Daten aktualisieren und Bilder und Videos zu Spielen hochladen. Es gibt ein Forum, einen Online-Marktplatz und einen Blog mit Spielenachrichten (BoardGameGeek News). Auf der Website sind bisher über 100.000 Spiele eingetragen. Die meistbewerteten Spiele wurden mehr als 100.000 Mal bewertet. Man kann bei jedem Spiel auch über die empfohlene Spieleranzahl, das empfohlene Spieleralter und die Komplexität des Spiels abstimmen.
Seit 2006 wird jährlich der Golden Geek Award für herausragende Autorenspiele vergeben. Die Website erzielt Einnahmen durch Werbung, die Onlinewährung „GeekGold“ und freiwillige jährliche Geldspenden.

## Rezeption und Auszeichnungen
- Seit 2005 wird in Dallas jährlich die „BGG.CON“ eine Brettspiel-Convention veranstaltet, die zahlreiche Besucher anzieht und so für eine Rückbesinnung auf Brett- und Kartenspiele sorgte.[3]
- Im Jahr 2010 kam das Spiel The BoardGameGeek Game auf den Markt, das von Richard Breese entworfen und gestaltet wurde. Dabei können bis zu sechs Spieler in die Rolle der Spieleverlage oder der Geeks schlüpfen.[4]
- Die Website wurde 2010 mit dem „Diana Jones Award for Excellence in Gaming“ ausgezeichnet.[5]
- Im  selben Jahr erhielt die Website die Auszeichnung Inno-Spatz des Göttinger Spieleautorentreffens für „besonders innovative Leistungen im Spielebereich“.[6]
- 2015 wurde BoardGameGeek: The Card Game veröffentlicht, das ebenfalls für bis zu sechs Spieler konzipiert ist.[7]
- Die New York Times bezeichnete im Jahr 2019 BoardGameGeek als „den Knotenpunkt für Gesellschaftsspiele im Internet.“[8]